# 音羽美可子
音羽 美可子 (おとわ  みかこ、1992年6月19日 - )は、日本の俳優である。東京都出身。
現在はフリーランスで活動中。

## 経歴
2012年舞台芸術学院を卒業。

## 人物
- 特技は薙刀。歌唱音域は3オクターブ。[1]
- 2匹の蛇を飼っている。[2]

## 出演

### 舞台
2014年
- myp「天使、国境の果てへ ~永遠に続くパレード」（10月15日 - 19日/APOCシアター） - ウィリー 役

2015年
- LunarPunk「MessiahGirls-First Gaze」(7月2日 - 6日/萬劇場) - ミヤビ/セブ 役
- 演劇レーベルBo″-tanz「UNBREAKABLE 第2章」（9月10日 - 14日/池袋シアターグリーン BASE THEATHER） - 魔威旋律(マイメロディ) 役

2016年
- ZEAL WORLD WIDE ゲストアーティスト TEE “5 年後のアイラブユー” バックアップダンサー
- LunarPunk「MessiahGirls-Second Hand」（4月8日 -　12日/萬劇場） - ディーヴァ 役/歌唱指導
- ブイラボミュージカル「ショパンと過ごした 8 日間」（8月25日 - 28日/ラゾーナ川崎プラザソル） - 音楽教師厚田麗子 役
- The Vanity's 旗揚げレストラン公演 「はじまりのとき」（11月26日・27日/市ヶ谷 Buono）

2017年
- 龍平カンパニー 音楽劇 「君よ生きて」（2月22日 − 26日/天王洲 銀河劇場） - アンサンブル[3]
- The Vanity's「マルオリ」（4月20日 - 24日/市ヶ谷 Buono） - 李香蘭 役
- ザ☆夕方カレー「理不神」（7月4日 - 9日/テアトルBONBON） - 名波奈美 役
- ざ☆くりもん ミュージカル「高松心中〜坊主と花魁の四十九日〜」（8月9日 - 13日/池袋シアターグリーンBOX in BOX） - 吉野花魁 役
- a-fiction「デリバリースーサイド」（10月31日 - 11月5日/SPACE 梟門） - 沢渡吉良 役[4]
- The Vanity's「大人の条件」（12月19日 - 24日/渋谷 ギャラリーLE DECO） - 松永芽以 役

2018年
- フライドBALL企画「話そうよ。」（2月22日 - 25日/高円寺 明石スタジオ） - 酒見優 役
- ざ☆くりもん×Alii Dance Studio「修多羅簪」（4月4日 - 8日/池袋シアターグリーンBOX in BOX） - ダンサー/大人キャスト 遣り手 役/子役歌唱指導
- The Vanity's「美愁」（4月24日 - 28日/APOCシアター） - 水仙の魔女 志登 役
- 二期会オペラ「魔弾の射手」（7月18日、19日、21日 - 22日 東京文化会館 大ホール） - 助演
- シアターグリーン50周年記念公演 ざ☆くりもん「火消哀歌」（8月15日 - 21日/池袋シアターグリーン BIG TREE THEATER） - 遣り手 つね 役
- ザ☆夕方カレー「特別編~短編とコントと漫才と~」（11月8日 - 11日/ブローダーハウス）[5]

2019年
- ざ☆くりもん 新春三館同時公演「浮世行脚」（1月4日 - 14日/池袋シアターグリーンBOX in BOX） - 冥官みかちゃん 役
- a-fiction 「デリバリースーサイド 2」（1月29日 - 2月3日/ワーサルシアター八幡山劇場） - 沢渡吉良 役[1]
- レティクル東京座「電脳演形キャステット」（4月24日 − 28日/新宿村LIVE） - レディ・ホトトギス 役 [6]
- あ・うん♡グループ「阿国・山三~永遠の愛~」（5月23日 - 26日/銀座博品館劇場）- 桃香・山吹役
- 縁ろず屋「Offline Game~改めまして私です~」（8月15日 - 18日/シアター風姿花伝）- W主演・魔王ベラトール 役
- Bow「火男の火」（11月7日 - 10日/シアターX） - ヒロイン・綾乃 役

2020年
- 五十嵐家ファンクラブ集会 vol.5「新春!新笑!そして新章へ!」（1月11日/高円寺 Studio K）MC参加
- 五十嵐家ファンクラブ集会 vol.8「いがコントーク」（7月23日・24日/R'sアートコート）
- ムービックステージ「Identity V STAGE Ep3 Cry for the moon」（9月10日 - 18日/TACHIKAWA STAGE GARDEN） - 呪術師パトリシア・ドーヴァル 役[7]
- Ask プロデュース「丘のバッキャロー!!前編」（5月11日 - 17日/池袋シアターグリーン BIG TREE THEATER） - ヒロイン・甲斐のどか 役

2021年
- ムービックステージ「Identity V STAGE Ep2 Double Down」（3月24日 - 4月1日/TACHIKAWA STAGE GARDEN） - 呪術師パトリシア・ドーヴァル 役[8]
- ムービックステージ「Zoo-Z the STAGE -コンクリート・ジャングル-」（7月7日 - 11日/シアターGロッソ） - 加藤澄江 役[9]
- Charm「Don’t be misled!」（9月23日 - 26日/恵比寿スターバー） - 主演・財前美麗 役
- The Vanity’s「怪勿 - monster - 」（12/28 - 30/小劇場てあとるらぽう）[10]

2022年
- LICHT-ER「グレートフル・グレープフルーツ2022」（4月14日 - 17日/池袋 シアターグリーンBASE THEATER）[11]
- Ask プロデュース「雫のバッキャロー!!後編」（5月11日 - 17日/池袋シアターグリーン BIG TREE THEATER）- ヒロイン・甲斐のどか 役
- BOOT Re imagination of B.QUIET「SHOPPING MOLE」（6月2日 - 5日/新宿シアターブラッツ） - 寺崎イサコ 役
- 安達健太郎と役者が漫才とトークするLIVE（7月10日/GEKIBA）[12]
- 篝火に浮かぶ鬼灯（8月4日 - 8日/コフレリオ新宿シアター）
- 劇団ロオル 第7回本公演「Waltz」（8月25日 - 28日/下北沢小劇場楽園） - 主演・天野/アマノ 役[13]
- 朗読劇「出かける時はいつも」（10月6日 - 8日/赤坂πTOKYO）
- RMY STAGE 短編朗読劇公演「IMPRESSION vol.17」（11月11日 - 13日/荻窪小劇場）
- キ上の空論#17 狂愛と共生の3部作 第3弾「ピーチの果て、ビーチのアビス、つまりはノーサイド」（12月15日 - 21日/サンモールスタジオ）[14]

2023年
- Sun-mallstudio produce「4rooms」(2月8日　- 12日/サンモールスタジオ)
- CONTE STAGE「#空き家のニジマス」（2月23日 - 26日/GEKIBA）
- おむすびシアターBARシモキタ（3月25日/おむすびシアターBARシモキタ）
- 舞台「珈琲いかがでしょう」（5月17日 - 21日/シアター1010） - ヤイ子 役[15]
- 劇団ロオル 第8回本公演「つきのしろ」（6月29日 - 7月2日/下北沢小劇場楽園）[16]

2024年
- 熱海殺人事件〜モンテカルロイリュージョン〜（5月15日 - 19日、すみだパークシアター倉） - W主演・水野朋子 / 山口アイ子 役[17]

### 映画
- 「幻肢」藤井道人監督 - 学生役（2014年）

### ラジオ
- レインボータウンFM「Somedi Lips ~Door to tomorrow~」2019年1月~2019年3月 アシスタントパーソナリティ
- レインボータウンFM「Somedi Lips ~Make U Smile~」2019年5月~2020年3月 アシスタントパーソナリティ

### イベント
- 音羽美可子1日Bar店長（2022年10月14日・15日/下北沢演劇酒場BARロオル）
- RMY STAGE「Christmas party-サンタが街にやってくる⁈-」（2022年12月24日/こった創作空間）

### テレビ
- CX「追跡ドキュメントバラエティー シンジジツ!」友人のフリをした記者役（2019年）

### CM
- アノマリー「Simplex サービス紹介映像」メイン女性社員役（2021年）

### Webプロモーション
- HTC NIPPON「htc desire eye Webプロモーション 」メイン女性役（2015年）